# Захидов, Марат Тешаевич
Марат Тешаевич Захидов (узб. Marat Teshaevich Zaxidov; 1940 год, Коканд, Ферганская область, Узбекская ССР — 24 февраля 2019 года, Израиль) — узбекский правозащитник, генеральный секретарь Международного общества прав человека, основатель и первый председатель Комитета по защите прав личности Узбекистана (КЗПЛ Узбекистана).

## Биография
Марат Захидов родился в 1940 году в городе Коканд, в семье зоолога, одного из первых академиков Узбекистана Тиша Захидова. Марат окончил Московский государственный университет. После окончания университета остался работать там же, затем работал в Центральном комитете ВЛКСМ до 1974 года. В 1974 году начал работать на физико-математическом факультете Ташкентского Государственного Университета имени Ленина, стал кандидатом физико-математических наук, профессором.
В 1985 года стал депутатом Верховного Совета Узбекской ССР XI созыва, но в 1988 году был исключён.
В середине 1990-х годов создал Комитет по защите прав личности Узбекистана, который входит в Международное общество прав человека. 
24 февраля 2019 года во время поездки в Израиль Марат Захидов умер. 1 марта он был похоронен на Чигатайском кладбище в Ташкенте.

## Примечание
1. ↑  Умер старейший правозащитник Узбекистана | Вести.UZ. vesti.uz. Дата обращения: 24 января 2020. Архивировано 18 сентября 2020 года.
2. ↑  Правозащитник из Узбекистана Марат Захидов скончался в Израиле. Podrobno.uz. Дата обращения: 25 января 2020. Архивировано 25 января 2020 года.
3. ↑  После Марата Захидова КЗПЛ Узбекистана назначил нового лидера. Центр-1 / Centre1.com - Новости. Дата обращения: 24 января 2020. Архивировано 24 января 2020 года.